# مديرية الزهرة

تعديل مصدري - تعديل

مديرية الزهرة إحدى مديريات محافظة الحديدة في غرب اليمن. بلغ عدد سكانها 138045 نسمة عام 2004.